# Villers-le-Sec (Marne)
Villers-le-Sec település Franciaországban, Marne megyében. Lakosainak száma 109 fő (2022. január 1.). Villers-le-Sec Alliancelles, Bettancourt-la-Longue, Heiltz-le-Maurupt és Vernancourt községekkel határos.

## Népesség
A település népessége az elmúlt években az alábbi módon változott:
| Lakosok száma | 120  | 114  | 118  | 109  | 112  | 121  | 117  | 110  | 109  | 109  |
|               | 1968 | 1982 | 1990 | 2006 | 2013 | 2015 | 2017 | 2019 | 2020 | 2022 |